# ثلاجة التمديد

مخطط طور الهيليوم.

ثلاجة التمديد جهاز تبريد عميق يستخدم نظيري الهيليوم 3He/4He للحصول على درجات حرارة دون 2 ميلي كلفن دون الحاجة لاستخدام أجزاء متحركة في مناطق درجات الحارة المنخفضة. إن أثر التبريد في ثلاجة التمديد هو نتيجة لحرارة الامتزاج لنظيري الهيليوم هيليوم-3 وهيليوم-4، وبذلك تعد الوسيلة الوحيدة للحصول على درجات حرارة دون
0.3 كلفن.
جرى اقتراح استخدام ثلاجة التمديد لأول مرة من قبل الفيزيائي الألماني هاينز لندن Heinz London في أوائل خمسينات القرن العشرين، وكان أول تحقيق تجريبي لها عام 1964 في مختبرات أونس في جامعة ليدن.

## مبدأ العمل

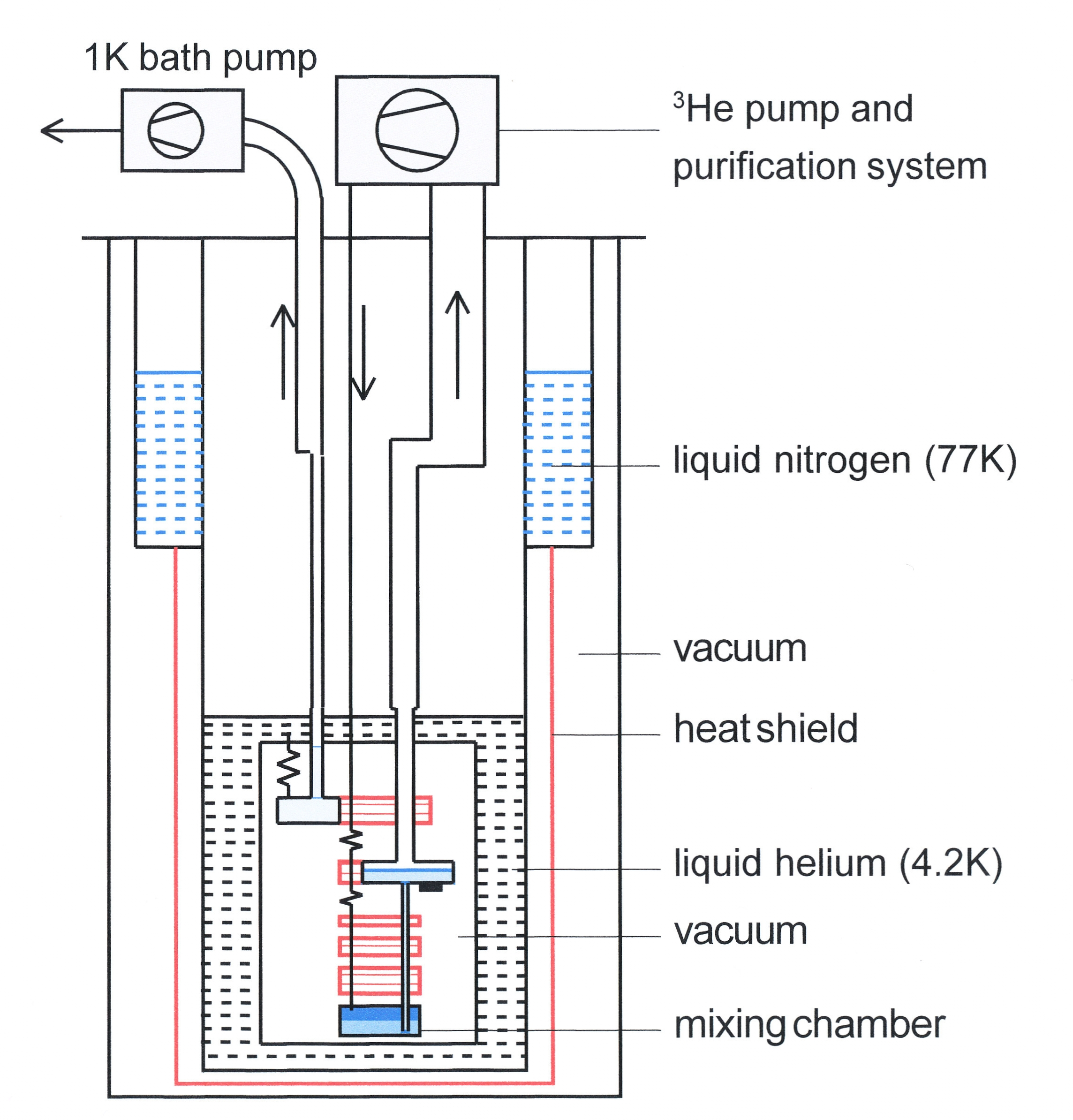
مخطط توضيحي لثلاجة التمديد

يستعمل نظيري الهيليوم 3He/4He في عملية التبريد في ثلاجة التمديد. عندما يبرّد مزيج هذين النظيرين إلى درجات حرارة دون 870 ميلي كلفن فإن المزيج يخضع لعملية فصل أطوار تلقائية ليشكل طور غني من النظير هيليوم-3 (الطور المركز) و طور فقير من النظير هيليوم-3 (الطور الممدد). حسب مخطط الطور للهيليوم فإن الطور المركز عند درجات حرارة منخفضة جداً يتكون من 3He النقي في حين أن الطور الممدد يتكون من 6.6% من 3He و 93.4% من 4He. بالتالي فإن سائل التبريد في ثلاجة التمديد هو 3He والذي يجري تدويره بمضخات تفريغ (تخلية) عند درجة حرارة الغرفة.